# Nahnu Jund Allah Jund Al-watan
Nahnu Jund Allah Jund Al-Watan (ar. نحن جند الله جند الوطن) är Sudans nationalsång.

## Original (Arabiska)
نحن جند الله جند الوطن *** إن دعا داعي الفداء لم نخــن
نتحدى الموت عند المحن *** نشترى المجد بأغلى ثمن
هذه الأرض لنا فليعش *** سوداننا علماً بين الأمم
يابني السودان هذا رمزكم *** يحمل العبء ويحمى أرضكم

## Svensk översättning
"Vi är Guds och vårt lands armé,

Vi skall aldrig misslyckas när vi kallas till uppoffringar

Även runt död, motgång och smärta

Skall vi köpa ära, till vilket pris som helst

Må detta, vårt land, Sudan leva väldigt länge

Och visa alla nationer vägen

Söner av Sudan, sammankallade för att tjäna,

Axla ansvaret av att bevara vårt land